# Jaroslav Kratěna
Jaroslav Kratěna (18. srpna 1947 Dvůr Králové nad Labem – 1. července 2024 Dvůr Králové nad Labem) byl cestovatel, spisovatel, básník, textař a regionální politik. Vydal řadu cestopisů ze svých cest po Severní Americe.

## Životopis

### Textař
V osmdesátých letech 20. století spolupracoval jako textař se skupinou Wostruha ze Dvora Králové nad Labem. Většinou se věnoval žánru country, psal texty pro regionální skupinu Phobos, pro Newyjou s Šárkou Rezkovou nebo Rangers, ale psal texty i pro Evu Adams. Napsal celkem kolem sedmi set písňových textů.

### Cestovatel a spisovatel
Po roce 1989 uskutečnil svůj sen a vydal se na Aljašku. V roce 1991 překonal pouze s batohem a sněžnicemi Chilkootský průsmyk. V roce 1997 vydalo nakladatelství Votobia knížku Americká snídaně aneb Po stopách zlaté horečky a Jacka Londona. Do Spojených států amerických se vrátil ještě několikrát. Následně vydal „Americké snídaně“ o Yukonu, americkém středozápadu, Aljašce, Havaji, o Texasu nebo Floridě. Psal o svých cestách a zážitcích po Severní Americe s nadsázkou a humorem, tak jak ji sám poznal. Popisoval běžný americký život, setkání s lidmi a jejich problémy i radosti. Přidával popis přírodních zajímavostí, který doplňoval krátkým historickým přehledem. Vydání svých prvních knih doprovázel audiovizuálními pořady, jejichž základ tvořily diapozitivy z cest .
V roce 2023 se stal členem profesní organizace Obce spisovatelů.

## Tvorba

### Poezie
- Vánoce samotářovy aneb Retro na (nejen) ženskou strunu, Akcentm, ISBN 9788074970078
- Barevný svět, ilustrace Miroslav Růžek, 2015, Akcent, ISBN 9788074970825
- Whisky nemluví – soubor básní, písňových textů a poetických hříček, 2017, Akcent,  ISBN 9788074972249
- Dvůr Králové nad Labem: veršem, taky obrazem, s nadsázkou a s humorem, ilustrace Rudolf Doulík – ilustrovaná kniha básní, 2019, Městská knihovna Slavoj ve Dvoře Králové nad Labem, ISBN 9788090697744
- Poetika: Severní Amerika & čtyři roční období, 2020, Městská knihovna Slavoj ve Dvoře Králové nad Labem, ISBN 9788090697775
- Poetický Pel-Mel aneb Básně a texty rozmanité – soubor básní a písňových textů, 2022, Městská knihovna Slavoj ve Dvoře Králové nad Labem[2]

### Ocenění
Jaroslav Kratěna byl za svoji tvorbu dvakrát oceněn „Cenou města Dvůr Králové nad Labem“:
- 2017 – za celoživotní přínos v literární oblasti
- 2022 – za vydání básnické sbírky Poetický Pel-Mel aneb Básně a texty rozmanité.[1]